# Reipeldingen

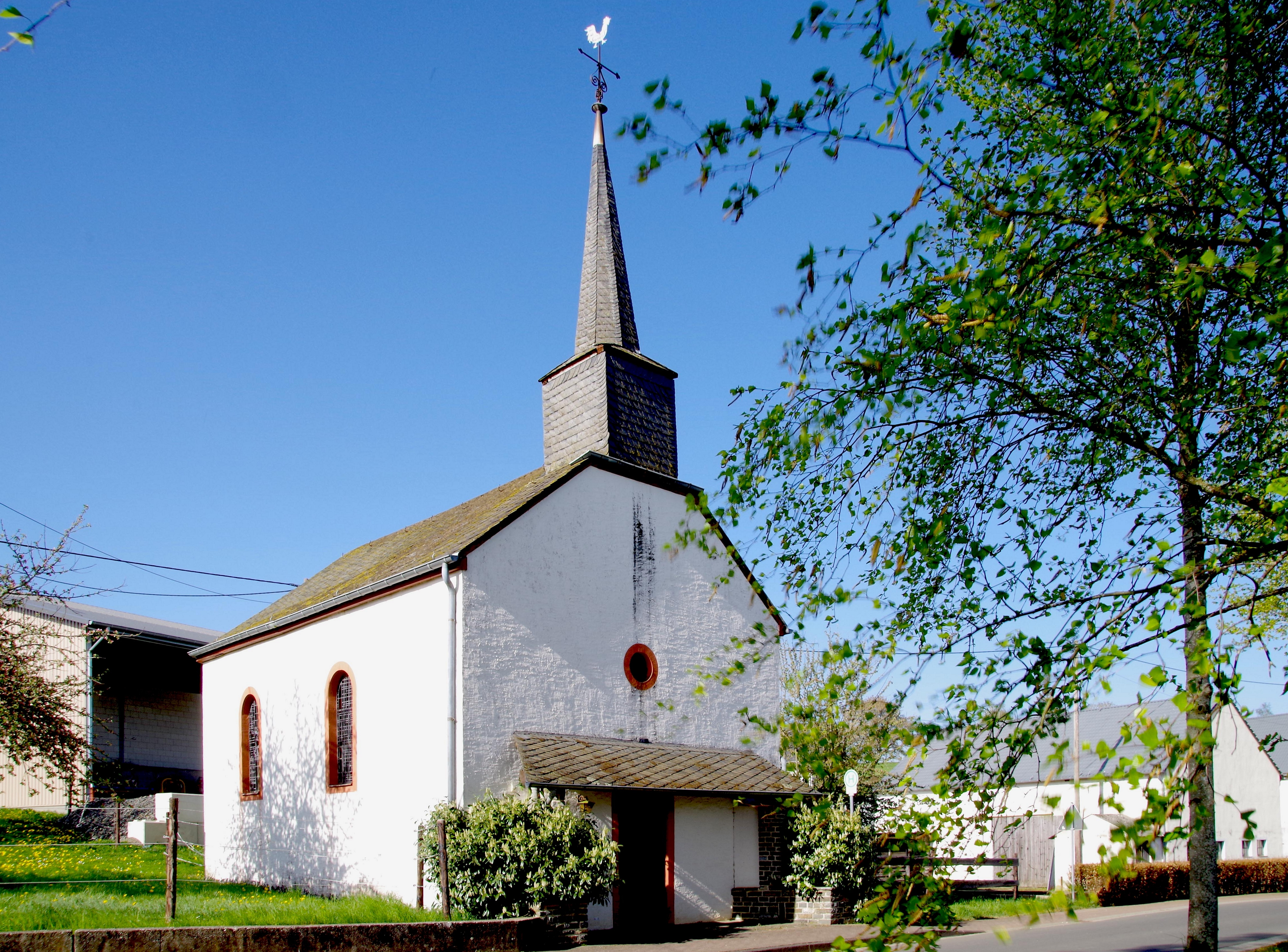
St. Maria, Südwestansicht

Reipeldingen ist eine Ortsgemeinde im westlichen Eifelkreis Bitburg-Prüm in Rheinland-Pfalz. Sie gehört der Verbandsgemeinde Arzfeld an.

## Geographie

### Geographische Lage
Der Ort liegt im Naturpark Südeifel in einer Talsenke nördlich von Daleiden, 5 km östlich der Staatsgrenze zwischen Deutschland und dem Großherzogtum Luxemburg.
Zu Reipeldingen gehören auch der Weiler Auf den Kaulen sowie der Wohnplatz Haustrich.
54,5 % des Gemeindegebietes werden landwirtschaftlich genutzt, 38,4 % sind von Wald bestanden (Stand 2020).

### Nachbargemeinden
Reipeldingen grenzt im Norden an Eschfeld, im Osten an Irrhausen, im Süden an Daleiden sowie im Westen an Dahnen.

## Geschichte
Der Ort wurde urkundlich erstmals im Jahr 1326 erwähnt. 1624 hatte „Ripendingen“ sechs Wohnhäuser.
Von der Pestzeit, nach der in dem Ort nur noch sechs Vogtgüter bewohnt waren, erholte sich das Dorf vergleichsweise gut.
Bis zum Ende des 18. Jahrhunderts gehörte Reipeldingen zur Herrschaft Dasburg, einen Territorium des Herzogtums Luxemburg, und war Teil des Meierei genannten Verwaltungs- und Gerichtsbezirks Daleiden.
Die Inbesitznahme des Linken Rheinufers durch französische Revolutionstruppen beendete die alte Ordnung. Der Ort wurde von 1798 bis 1814 Teil der Französischen Republik (bis 1804) und anschließend des Französischen Kaiserreichs. Reipeldingen wurde der Mairie Daleiden im Kanton Arzfeld des Arrondissements Bitburg (Bitbourg) im Departement der Wälder zugeordnet. Nach der Niederlage Napoleons kam der Ort aufgrund der 1815 auf dem Wiener Kongress getroffenen Vereinbarungen zum Königreich Preußen. Aus der Mairie wurde die Bürgermeisterei Daleiden, die dem neu errichteten Kreis Prüm im Regierungsbezirk Trier zugeordnet wurde, der von 1822 an zur preußischen Rheinprovinz gehörte.
Als Folge des Ersten Weltkriegs war die gesamte Region dem französischen Abschnitt der Alliierten Rheinlandbesetzung zugeordnet. Die Bürgermeisterei Daleiden wurde 1927 in Amt umbenannt und ging 1936 im Amt Daleiden-Leidenborn auf. Nach dem Zweiten Weltkrieg wurde Reipeldingen innerhalb der französischen Besatzungszone Teil des damals neu gebildeten Landes Rheinland-Pfalz. Mit dem „8. Landesgesetz über die Verwaltungsvereinfachung im Lande Rheinland-Pfalz“ wurden die Ämter Daleiden-Leidenborn (mit Reipeldingen) und Waxweiler am 7. November 1970 zur heutigen Verbandsgemeinde Arzfeld fusioniert.
Bevölkerungsentwicklung
Die Entwicklung der Einwohnerzahl von Reipeldingen, die Werte von 1871 bis 1987 beruhen auf Volkszählungen:
| Jahr | Einwohner |
| ---- | --------- |
| 1815 | 39        |
| 1835 | 69        |
| 1871 | 150       |
| 1905 | 101       |
| 1939 | 113       |
| 1950 | 131       |
| 1961 | 122       |

| Jahr | Einwohner |
| ---- | --------- |
| 1970 | 131       |
| 1987 | 79        |
| 1997 | 77        |
| 2005 | 78        |
| 2011 | 68        |
| 2017 | 70        |
| 2024 | 88        |

## Religion
96 % der Einwohner von Reipeldingen sind Katholiken. Sie gehören zur Pfarrei St. Matthäus mit Sitz in Daleiden, die wiederum der Pfarreiengemeinschaft Arzfeld im Dekanat St. Willibrord Westeifel des Bistums Trier angehört.
In Reipeldingen hat die Pfarrei die Filialkirche St. Maria, in der allerdings keine regelmäßigen Gottesdienste stattfinden.

## Politik

### Bürgermeister
Alexander Audrit wurde 2024 Ortsbürgermeister von Reipeldingen.
Zuvor war das Amt vakant. Zuletzt war Gommarus Oest Ortsbürgermeister. Da bei der Direktwahl am 26. Mai 2019 kein gültiger Wahlvorschlag eingereicht wurde, oblag die Neuwahl des Bürgermeisters dem Rat. Dieser bestätigte Oest auf seiner konstituierenden Sitzung am 26. Juni 2019 einstimmig für weitere fünf Jahre in seinem Amt. Oest legte es jedoch am 16. März 2022 aus persönlichen Gründen vorzeitig nieder. Da für eine am 19. Juni 2022 angesetzte Neuwahl kein Wahlvorschlag eingereicht wurde, obliegt die Wahl eines neuen Bürgermeisters nun dem Rat. Dieser sprach sich jedoch auf seiner Sitzung am 2. Juni 2022 nicht mit ausreichender Mehrheit für den bisher einzigen Bewerber aus. Da auch der Erste (und einzige) Beigeordnete Klaus Essers sein Amt zum 31. Oktober 2022 niederlegte, wurde von der Kreisverwaltung des Eifelkreises Bitburg-Prüm als Kommunalaufsicht der Bürgermeister der Verbandsgemeinde Arzfeld, Johannes Kuhl, als Fürsorgebeauftragter eingesetzt, um die Amtsgeschäfte fortzuführen.
Da auch zur Kommunalwahl 2014 kein Bewerber antrat, und der Rat zunächst kein Kandidaten finden konnte, wurde 2014 schon einmal der damalige Bürgermeister der Verbandsgemeinde Arzfeld, Andreas Kruppert, vorübergehend mit der Ausübung der Amtsgeschäfte betraut.

## Kultur und Sehenswürdigkeiten
Bei der im 19. Jahrhundert erbauten Kirche handelt sich um einen nachbarocken Saalbau mit Giebeldachreiter. Der darin aufgestellte Altar aus dem Jahr 1611 wurde von der Kirche in Ammeldingen bei Neuerburg übernommen und stammt ursprünglich aus der Kirche in Waxweiler. Die Kirche steht unter Denkmalschutz.

## Wirtschaft und Infrastruktur

### Landwirtschaft
Reipeldingen ist heute eine landwirtschaftlich geprägte Wohngemeinde. Seit 1971, als noch 19 landwirtschaftliche Betriebe gezählt worden waren, stieg die landwirtschaftlich genutzte Fläche von 234 ha auf 285 ha (2010), die von nur noch drei Betrieben bewirtschaftet wurden.

### Verkehr
Der Ort wird von der Kreisstraße 146 an das Straßennetz angeschlossen. In südlicher Richtung führt sie nach Daleiden zur Bundesstraße 410. Etwa 10 km westlich der Ortsgemeinde verläuft die luxemburgische Nationalstraße 7.